# Rétrospectives de la Mostra de Venise
Liste des rétrospectives de la Mostra de Venise de 1938 à 2012.

## Liste
- 1938
  - Cinéma français de 1892 à 1933[2]

- 1947
  - Cinéma allemand, suisse, français, soviétique, américain
  - Carl Theodor Dreyer
  - Pierre et Jacques Prévert
  - Jean Renoir
  - Grigori Alexandrov
  - Robert Siodmak

- 1948
  - Cinéma primitif en hommage à Louis Lumière
  - Hommage à Jacques Feyder
  - Bienalles de Eric von Stroheim
  - Cinéma américain
  - L'œuvre de Joris Ivens
  - Souvenir de Georges Méliès

- 1950
  - Marcel Carné, Greta Garbo et King Vidor

- 1951
  - Hommage à Louis Jouvet
  - Hommage à Robert Flaherty
  - Réalisateurs italiens à l'étranger

- 1952
  - Cinéma italien

- 1953
  - Cinéma muet français, présenté par Henri Langlois

- 1959
  - Cinéma sur Venise, 1932 - 1939, présenté par Giulio Cesare Castello
  - Bienalle personnelle d'Augusto Genina

- 1955
  - Cinéma américain d'époque de 1918 à 1920

- 1954
  - Cinéma allemand

- 1960
  - Hommage à Jean Renoir

- 1961
  - Cinéma tchécoslovaque de 1898 à 1961, présenté par Ernesto G. Laura
  - Mack Sennett, présenté par Davide Turconi

- 1962
  - La naissance du film parlant aux États-Unis de 1926 à 1933, présenté par Francesco Savio. - depuis 1933, présenté par Giulio Cesare Castello

- 1963
  - L'âge d'or de Buster Keaton, de 1921 à 1928, présenté par Francesco Savio. - depuis 1928, présenté par Francesco Savio
  - Expériences du cinéma soviétique de 1924 à 1939, présenté par Francesco Savio avec la collaboration du Gosfilmofond[1]

- 1964
  - Les films sur l'art
  - Hommage à Louis Lumière
  - L'école scandinave, 1907 1934, présenté par Francesco Savio. - 1934, présenté par Francesco Savio

- 1965
  - Le cinéma de la Weimar, 1919 - 1932, présenté par Francesco Savio.

- 1966
  - America allo specchio : Les Années folles, présenté par Francesco Savio.

- 1967
  - Cinéma Western : les origines, présenté par Francesco Savio.
  - Hommage à Walt Disney
  - Carl Mayer, Scénariste

- 1968
  - Jean Renoir, 1924 - 1939, présenté par Davide Turconi
  - Les premiers films italiens, américains et français, présenté par Giacomo Gambetti
  - Hommage à Antonio Pietrangeli

- 1969
  - Cinéma pour enfants soviétique
  - Alfred Hitchcock, période Angleterre, présenté par Francesco Savio et Tino Ranieri
  - Le cinéma et la Résistance italienne
  - Tendances du cinéma italien

- 1970
  - Harry Langdon, présenté par Raymond Rohauer
  - Le documentaire britannique des origines à nos jours
  - Cinéma underground
  - Cinéma africain et Arabe, sous la direction d'Orio Caldiron
  - La Résistance italienne et le cinéma italien, sous la direction de Nedo Ivaldi
  - Bienalle personnelle de Paul Haesaerts

- 1971
  - Le documentaire belge
  - Les Primitifs français, 1895 - 1915, présenté par Henri Langlois
  - Max Reinhardt et le cinéma allemand

- 1972
  - Tout Charlie Chaplin de 1914 à 1966, présenté par Francesco Savio
  - Mae West
  - Documentaire Yougoslave

- 1974
  - La période mexicaine de Luis Buñuel
  - Paul Vecchiali
  - Le téléfilm, courte anthologie du téléfilm allemand.
  - Cinéma, ville, avant-garde, 1919 - 1930

- 1975
  - David Wark Griffith et le cinéma muet américain

- 1976
  - Cinéma en 1936, présenté par Francesco Savio.
  - Mémoire de Luigi Chiarini
  - Le studio de Béla Balázs
  - Bienalle personnelle de Manoel de Oliveira
  - Espagne, 40 ans plus tard
  - Vassili Choukchine

- 1979
  - Marcel Pagnol, présenté par Pierre Baudry
  - Hommage à Nicholas Ray
  - Hommage à Emilio Ghione

- 1980
  - Le cinéma de Kenji Mizoguchi, présenté par Adriano Aprà
  - Hommage à Alessandro Blasetti
  - Les débuts du cinéma parlant italien
  - Le cinéma redécouvert

- 1981
  - Le cinéma de Howard Hawks, 1926 - 1940, présenté par Adriano Aprà et Patrizia Pistagnesi
  - Hommage à Mario Camerini.

- 1982
  - Hollywood dans les années 1930 : Pratiques de production et positionnement du secteur privé, présenté par Lorenzo Pellizzari.
  - Cinquante ans de cinéma à Venise, présenté par Adriano Aprà et Patrizia Pistagnesi

- 1983
  - Hommage à René Clair, monté par Edoardo Bruno
  - Elio Petri, monté par Ugo Pirro

- 1984
  - Luis Buñuel, présenté par Edoardo Bruno

- 1985
  - Walt Disney, présenté par Enrico Ghezzi et Marco Giusti

- 1986
  - Glauber Rocha, présenté par Lino Micciché

- 1987
  - Joseph Mankiewicz, présenté par Franco La Polla

- 1988
  - Pier Paolo Pasolini, présenté par le fonds Pier Paolo Pasolini et Laura Betti

- 1989
  - Jean Cocteau : la primauté du cinéma, présenté par Edoardo Bruno

- 1990
  - Pré-Code : le cinéma soviétique avant le réalisme socialiste, de 1929 à 1935, présenté par Giovanni Buttafava.
  - Cinéma américain de 1929 à 1934, présenté par Giovanni Buttafava. Depuis 1934, présenté par Patrizia Pistagnesi avec Steven Ricci

- 1991
  - Pré-Code 2 : aux portes du Code Hays monté par Patrizia Pistagnesi avec Steven Ricci

- 1992
  - Mostra de Venise 1932 : le cinéma devient un art, présenté par Giuseppe Ghigi

- 1993
  - Jour de colère : le cinéma de 1943, présenté par Francesco Bolzoni et Guido Fink

- 1994
  - La Grande Parade : le cinéma de King Vidor, présenté par Sergio Toffetti et Andrea Morini

- 1995
  - Il secolo che si vede, présenté par Giorgio Tinazzi (it).

- 1996
  - The Beat Goes On, 50 ans de contre-culture, présenté par Franco La Polla.
  - Cinetesori della Biennale, 10 mai - 26 juin 1996, présenté par Gian Piero Brunetta.

- 1997
  - Venise il y a 50 ans : la Mostra de Venise 1947, présenté par Callisto Cosulich.

- 1997 - 1998.
  - Stanley Kubrick, Bienalle itinérante qui s'est tenue d'octobre 1997 à janvier 1998 dans les villes suivantes : Bologne, Florence, Lecce, Milan, Catane, Parme, Trieste, Turin, Rome, Palerme et Venise. présenté par Michel Ciment.

- 1998
  - Il '68 e dintorni, une Bienalle itinérante qui s'est tenue d'octobre à décembre dans les villes suivantes : Venise, Pise, Milan, Trente, Rovereto, Bolzano et Turin. présenté par Callisto Cosulich.

- 2000
  - La Femme apache : Au-delà des Balkans, 1-16 avril (Venise), 13-19 novembre (Rome) présenté par Sergio Grmek Germani
  - Hommage à Clint Eastwood

- 2001
  - Rétrospective Guy Debord, organisée par Enrico Ghezzi et Roberto Turigliatto.
  - Rétrospective Andrzej Munk, sous la direction de Malgorzata Furdal et Sergio Grmek Germani.

- 2002
  - Le cinéma de Michelangelo Antonioni, présenté par les studios de Cinecittà
  - 70 ans de la Bienalle : faucille, marteau et poutre (1932 - 1942), présenté par Hans-Joachim Schlegel

- 2003
  - L'industrie du prototype, présenté par Stefano Della Casa.

- 2004
  - Histoire secrète du cinéma italien - Italian Kings of the B's, présenté par Marco Giusti et Luca Rea.

- 2005
  - Histoire secrète du cinéma asiatique
  - Histoire secrète du cinéma italien/2

- 2006
  - Histoire secrète du cinéma russe
  - Le cinéma de Joaquim Pedro de Andrade

- 2007
  - Histoire secrète du cinéma italien/4 - Le western italien

- Le film a été présenté par Sergio Toffetti et a été présenté à l'occasion de la Mostra de Venise 2008.
  - Questi fantasmi: Cinema italiano ritrovato (1946-1975) présenté par Tatti Sanguineti et Sergio Toffetti

- 2009
  - Questi fantasmi 2: Cinema italiano ritrovato (1946-1975) présenté par Sergio Toffetti.

- 2010
  - La situazione comica (1937-1988), est consacrée au cinéma italien burlesque, en particulier à ses protagonistes (et surtout les grands oubliés).

- 2011
  - Orizzonti 1961-1978, est une rétrospective consacrée au cinéma italien des années recherche '60s-'70s, avec des œuvres d'auteurs tels que Carmelo Bene, Mario Schifano, Alberto Grifi, Paolo Brunatto, Augusto Tretti.

- 2012
  - 80 !, une rétrospective de dix films (sept Longs métrages et trois Courts métrages/Moyens métrages) classiques considérés comme perdus et présentés lors des expositions précédentes. Les films ont été sélectionnés sur la base de critères de rareté, en utilisant et en restauration de films des copies des collections des Archives historiques des arts contemporains (ASAC) de la Biennale.